# یواس‌اس ناساو (سی‌وی‌یی-۱۶)
یواس‌اس ناساو (سی‌وی‌یی-۱۶) (به انگلیسی: USS Nassau (CVE-16)) یک کشتی جنگی بود که طول آن ۴۹۵٫۷۵ فوت (۱۵۱٫۱۰ متر) بود. این کشتی در سال ۱۹۴۲ ساخته شد.